# Ghattihosahalli, Holalkere
Ghattihosahalli là một làng thuộc tehsil Holalkere, huyện Chitradurga, bang Karnataka, Ấn Độ.